# Conductor elèctric

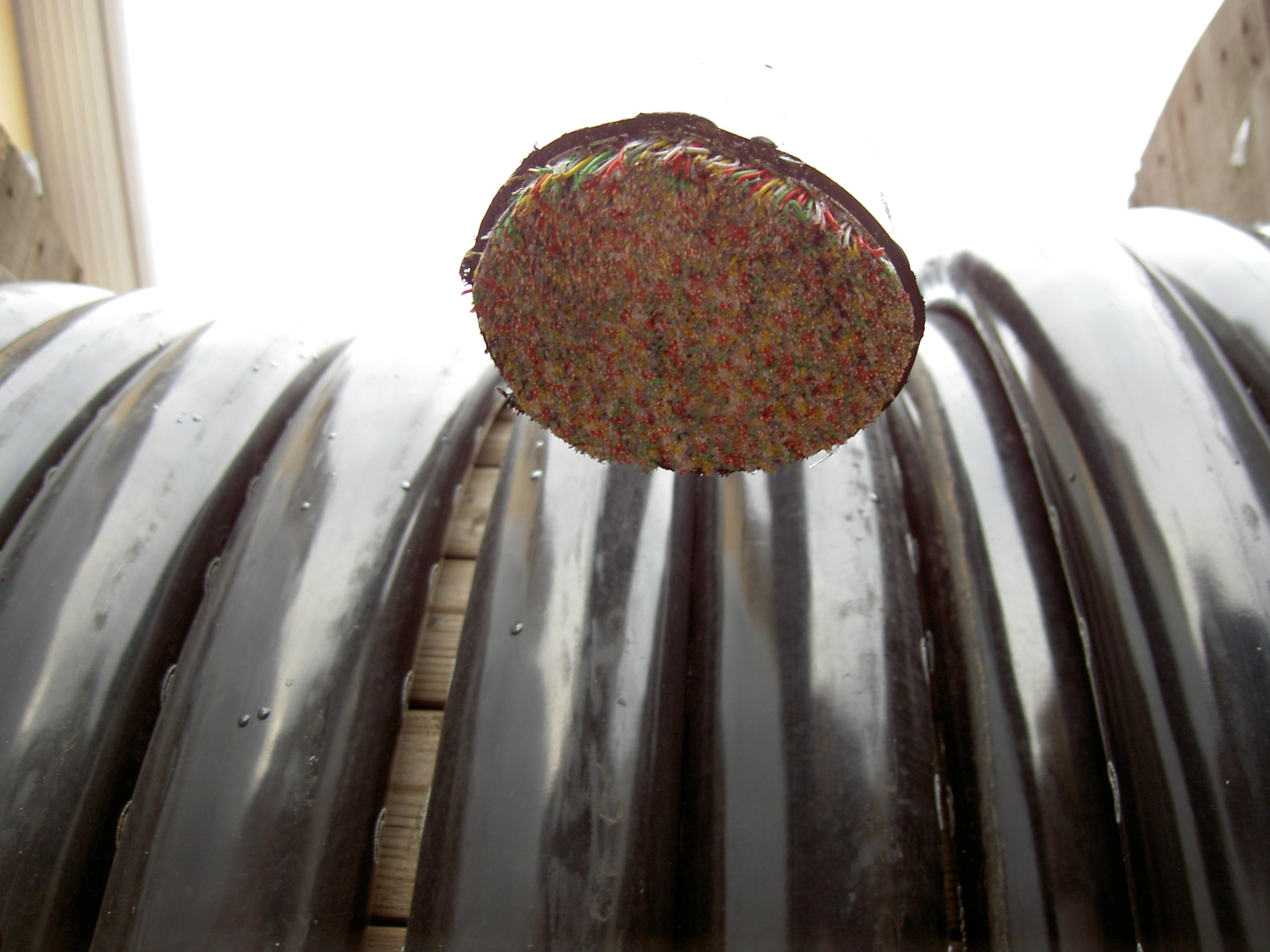
Cables conductors elèctrics separats per aïllants i posats dins d'un tub (més aïllant)

Un conductor elèctric és un material físic que permet amb facilitat el trànsit de càrregues elèctriques pel seu interior. Els metalls (or, coure, argent, alumini, ferro, zinc, etc.) són especialment bons conductors, però també ho són l'aigua, la terra o el cos humà. En funció del tipus de càrrega que es mou es poden considerar dos tipus de conductors: els més habituals són aquells als que les càrregues que es mouen són els electrons, amb càrrega negativa, però també hi ha d'altres conductors que poden portar càrrega positiva en forma d'ions, com en el cas de l'electròlit de les bateries elèctriques.
Els conductors metàl·lics es caracteritzen per la presència d'electrons lliures a la capa de valència dels àtoms de la xarxa cristal·lina i la seva conductivitat pot ser interpretada a partir del model de l'enllaç metàl·lic.
Perquè el corrent flueixi dins d'un circuit elèctric tancat, una partícula carregada no necessita viatjar des del component que produeix el corrent (la font de corrent) fins als que el consumeixen (les càrregues). En comptes d'això, la partícula carregada simplement ha d'impulsar al seu veí una quantitat finita, que l'impulsarà, i continua fins que una partícula s'introdueix al consumidor, alimentant-lo així. Essencialment, el que està passant és una llarga cadena de transferència d'impuls entre els portadors de càrrega; el model de conducció Drude descriu aquest procés amb més rigor. Aquest model de transferència d'impuls fa que el metall sigui una opció ideal per a un conductor; Els metalls, característicament, posseeixen un mar deslocalitzat d'electrons que els dona prou mobilitat per xocar i afectar així una transferència de moment.
Els electrons són el motor principal dels metalls; tanmateix, altres dispositius com l'electròlit (s) catiònic d'una bateria o els protons mòbils del conductor de protons d'una pila de combustible depenen de portadors de càrrega positiva. Els aïllants són materials no conductors amb poques càrregues mòbils que suporten només corrents elèctrics insignificants.

## Resistència i conductància

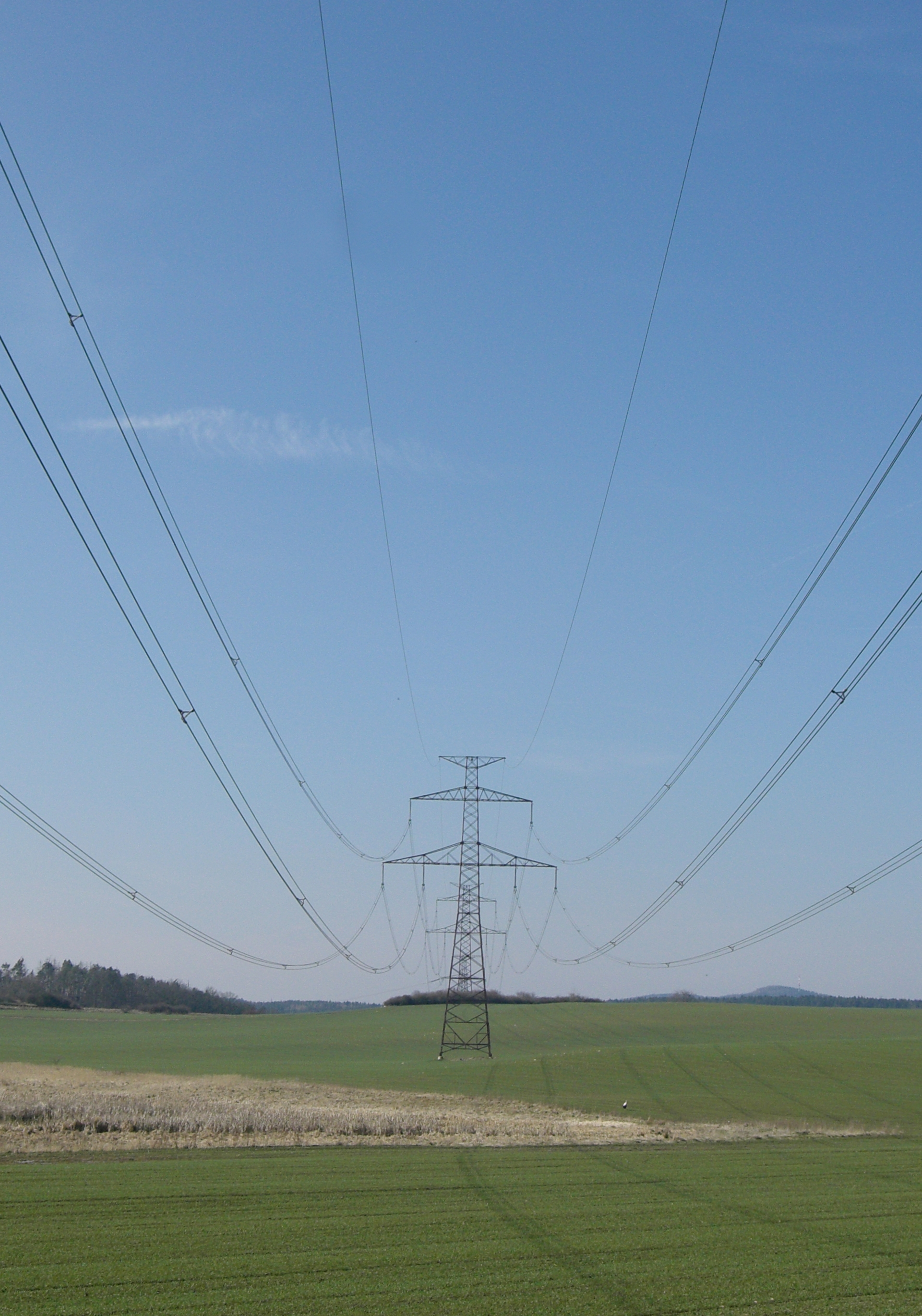
Els conductors aèries transporten l'energia elèctrica des de les centrals generadores fins als clients.

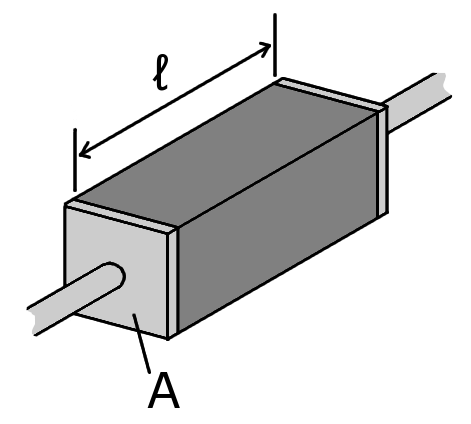
Una peça de material resistiu amb contactes elèctrics als dos extrems.

La resistència d'un conductor determinat depèn del material del qual està fet i de les seves dimensions. Per a un material determinat, la resistència és inversament proporcional a l'àrea de la secció transversal. Per exemple, un cable de coure gruixut té una resistència més baixa que un fil de coure prim idèntic. També, per a un material determinat, la resistència és proporcional a la longitud; per exemple, un cable de coure llarg té una resistència més alta que un cable de coure curt, d'altra manera idèntic. Per tant, la resistència R i la conductància G d'un conductor de secció transversal uniforme es poden calcular com
{\displaystyle {\begin{aligned}R&=\rho {\frac {\ell }{A}},\\[6pt]G&=\sigma {\frac {A}{\ell }}.\end{aligned}}}
on {\displaystyle \ell } és la longitud del conductor, mesurada en metres [m], A és l'àrea de la secció transversal del conductor mesurada en metres quadrats [m ² ], σ (sigma) és la conductivitat elèctrica mesurada en siemens per metre (S·m −1), i ρ (rho) és la resistivitat elèctrica (també anomenada resistència elèctrica específica) del material, mesurada en ohms-metres (Ω·m). La resistivitat i la conductivitat són constants de proporcionalitat i, per tant, depenen només del material del qual està fet el cable, no de la geometria del cable. La resistivitat i la conductivitat són recíproques: {\displaystyle \rho =1/\sigma }. La resistivitat és una mesura de la capacitat del material per oposar-se al corrent elèctric.
Aquesta fórmula no és exacta: suposa que la densitat de corrent és totalment uniforme en el conductor, cosa que no sempre és certa en la pràctica. Tanmateix, aquesta fórmula encara proporciona una bona aproximació per a conductors llargs i prims, com ara cables.
Una altra situació per a la qual aquesta fórmula no és exacta és amb el corrent altern (AC), perquè l'efecte pell inhibeix el flux de corrent prop del centre del conductor. Aleshores, la secció transversal geomètrica és diferent de la secció transversal efectiva en la qual el corrent flueix realment, de manera que la resistència és superior a l'esperada. De la mateixa manera, si dos conductors estan a prop l'un de l'altre transportant corrent alterna, les seves resistències augmenten a causa de l'efecte de proximitat. A la freqüència d'alimentació comercial, aquests efectes són significatius per a grans conductors que transporten grans corrents, com ara barres d'una subestació elèctrica, o grans cables d'alimentació que porten més d'uns pocs centenars d'ampers.
A part de la geometria del cable, la temperatura també té un efecte significatiu en l'eficàcia dels conductors. La temperatura afecta els conductors de dues maneres principals, la primera és que els materials es poden expandir sota l'aplicació de calor. La quantitat d'expansió del material es regeix pel coeficient d'expansió tèrmica específic del material. Aquesta dilatació (o contracció) canviarà la geometria del conductor i, per tant, la seva resistència característica. Tanmateix, aquest efecte és generalment petit, de l'ordre de 10 -6. Un augment de la temperatura també augmentarà el nombre de fonons generats dins del material. Un fonó és essencialment una vibració de gelosia, o més aviat un petit moviment cinètic harmònic dels àtoms del material. Igual que la sacsejada d'una màquina de pinball, els fonons serveixen per interrompre el camí dels electrons, fent-los dispersar. Aquesta dispersió d'electrons disminuirà el nombre de col·lisions d'electrons i, per tant, disminuirà la quantitat total de corrent transferida.

## Materials conductors
| Material    | ρ [Ω·m] a 20 °C | σ [Sm ] a 20 °C |
| ----------- | --------------- | --------------- |
| Plata, Ag   | 1,59 × 10 −8    | 6,30 × 10 7     |
| Coure, Cu   | 1,68 × 10 −8    | 5,96 × 10 7     |
| Alumini, Al | 2,82 × 10 −8    | 3,50 × 10 7     |

Els materials de conducció inclouen metalls, electròlits, superconductors, semiconductors, plasmes i alguns conductors no-metàl·lics com el grafit i els polímers conductors.
El coure té una alta conductivitat. El coure recuit és l'estàndard internacional amb el qual es comparen tots els altres conductors elèctrics; la conductivitat estàndard de coure recuit internacional és 58 MS/m, tot i que el coure ultra pur pot superar lleugerament el 101% IACS. El grau principal de coure utilitzat per a aplicacions elèctriques, com ara cables de construcció, bobinatges de motor, cables i barres colectores, és el coure de pas electrolític (ETP) (CW004A o designació ASTM C100140). Si el coure d'alta conductivitat s'ha de soldar o soldar o utilitzar en una atmosfera reductora, es pot utilitzar coure d'alta conductivitat sense oxigen (CW008A o ASTM designació C10100). A causa de la seva facilitat de connexió mitjançant soldadura o subjecció, el coure continua sent l'opció més habitual per a la majoria dels cables de calibre lleuger.
La plata és un 6% més conductora que el coure, però pel seu cost no és pràctic en la majoria dels casos. No obstant això, s'utilitza en equips especialitzats, com ara satèl·lits, i com a revestiment prim per mitigar les pèrdues per efecte de la pell a altes freqüències. Famoses, Plantilla:14700 de plata en préstec del Tresor dels Estats Units es van utilitzar en la fabricació dels imants de calutron durant la Segona Guerra Mundial a causa de l'escassetat de coure en temps de guerra.
El cable d'alumini és el metall més comú en la transmissió i distribució d'energia elèctrica. Encara que només el 61% de la conductivitat del coure per àrea de secció transversal, la seva menor densitat el fa dues vegades més conductor en massa. Com que l'alumini és aproximadament un terç del cost del coure en pes, els avantatges econòmics són considerables quan calen conductors grans.
Els desavantatges del cablejat d'alumini rau en les seves propietats mecàniques i químiques. Forma fàcilment un òxid aïllant, fent que les connexions s'escalfin. El seu coeficient d'expansió tèrmica més gran que els materials de llautó utilitzats per als connectors fa que les connexions s'afluixin. L'alumini també es pot arrossegar, deformant-se lentament sota càrrega, la qual cosa també afluixa les connexions. Aquests efectes es poden mitigar amb connectors dissenyats adequadament i una cura addicional en la instal·lació, però han fet que el cablejat d'edificis d'alumini sigui impopular després de la caiguda del servei.
Els compostos orgànics com l'octà, que té 8 àtoms de carboni i 18 àtoms d'hidrogen, no poden conduir l'electricitat. Els olis són hidrocarburs, ja que el carboni té la propietat de tetracovalència i forma enllaços covalents amb altres elements com l'hidrogen, ja que no perd ni guanya electrons, per tant, no forma ions. Els enllaços covalents són simplement la compartició d'electrons. Per tant, no hi ha separació d'ions quan hi passa electricitat. Els líquids fets de compostos amb només enllaços covalents no poden conduir l'electricitat. Certs líquids iònics orgànics, en canvi, poden conduir un corrent elèctric.
Tot i que l'aigua pura no és un conductor elèctric, fins i tot una petita part d'impureses iòniques, com la sal, la pot transformar ràpidament en conductor.

## Corrent continu
El següent només és aplicable al corrent continu. En el cas del corrent altern hi ha variacions de la direcció del voltatge i el corrent que provoquen l'aparició d'altres fenòmens com la inductància i la capacitància.
Tots els conductors contenen càrregues elèctriques que es poden moure quan hi ha una diferència de potencial elèctric, que es mesura en volts, entre punts separats del material. Aquest flux de càrregues, que es mesura en amperes, és el que coneixem com a corrent elèctric. A molts materials, seguint la llei d'Ohm, la quantitat de corrent és proporcional al voltatge amb unes condicions de temperatura constant i sense variacions a la forma i estat del material conductor. La relació entre el voltatge i el corrent és el que anomenem resistència elèctrica entre els punts entre el que hi ha la diferència de potencial, que es mesura en ohms. La resistència al llarg d'una massa i forma determinades d'un material a una temperatura donada és el que s'anomena resistivitat del material. Les inverses de la resistència i la resistivitat són, respectivament, la conductància i la conductivitat.

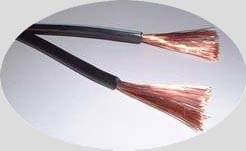
Cable elèctric de coure protegit per una coberta exterior de plàstic

Els materials conductors més habituals i coneguts són els metalls, essent el coure el més utilitzat per als cables elèctrics i l'or quan es necessiten contactes de gran qualitat. Tanmateix, hi ha molts materials no-metàl·lics que són bons conductors, com el grafit, les solucions salines i tots els plasmes. Vegeu conducció elèctrica per a més informació sobre el mecanisme físic del flux de càrregues als materials.
Els materials no conductors no tenen càrregues movibles i, per tant, presenten una resistència al flux del corrent elèctric que causa la generació de calor. De fet, tots els materials presenten alguna resistència i generen una certa quantitat de calor quan hi ha un flux de càrregues elèctriques al seu través. Per tant, el disseny d'un conductor elèctric ha de tenir en consideració la quantitat de calor que es generarà per a una quantitat màxima de corrent per tal de prevenir danys. El moviment de les càrregues també crea un camp electromagnètic al voltant del conductor que exerceix una força mecànica radial que comprimeix el conductor. Un conductor d'un determinat material i volum (longitud i secció) no té un límit real respecte a la quantitat de corrent que el pot travessar sense ser destruït si és possible fer desaparèixer la calor generada i pot resistir les forces radials. El problema de la calor és especialment crític en el cas dels circuit impresos, on els conductors són relativament petits, molt propers els uns dels altres i són tancats en contenidors o caixes, de manera que la calor que es produeix pot produir la fosa de les pistes si no s'extreu.
Tots els conductors presenten una certa resistència al moviment de les càrregues elèctriques i tots els aïllants deixen passar una certa quantitat de corrent, per tant, no hi ha una línia teòrica que divideixi els materials entre conductors i aïllants. Tanmateix hi ha una gran distància entre la conductància dels materials que poden transportar un corrent útil a voltatges normals i els que només poden ser travessats per una quantitat negligible de corrent, per tant, l'existència de les categories aïllant i conductor sí que té una utilitat pràctica.
La conductivitat tèrmica i la conductivitat elèctrica es presenten sovint plegades, molts metalls són bons conductors tant de l'electricitat com de la calor. Però hi ha materials que són bons conductors elèctrics sense ser bons conductors de la calor.